# 久松碩次郎
久松 碩次郎（ひさまつ せきじろう）は、江戸時代の長崎の地役人。通称・定碩。長崎町年寄の久松家の8代目。同じく町年寄の高島家の次男で、久松家の養子になった。長兄の高島弥三郎が文化14年（1817年）に没したため、実家の高島家は三男の高島秋帆が継いだ。

## 略歴
長崎町年寄・高島家10代目四郎兵衛茂紀の次男として生まれる。
長崎町年寄の久松善兵衛忠恒（久松家7代目）の養子となり、文化12年（1815年）8月に家を継ぐ。義父の忠恒は文化12年11月に隠居し、天保13年（1843年）12月29日に没する。
文政7年（1824年）、フィリップ・フランツ・フォン・シーボルトが鳴滝塾を開設する際に尽力して、当時の長崎奉行・高橋重賢に高島秋帆たちとともに働きかけた。
天保8年（1837年）5月4日、高島秋帆とともに「当表御取締増掛り」を命ぜられる（『続長崎実録大成』）。
天保8年に死去。碩次郎の死後、養父忠恒の四男・新兵衛定益（ただます）が久松家を継ぐ。

## 西洋の武器輸入
碩次郎は、高島秋帆が脇荷貿易によって西洋の書物や武器その他を購入するのを父・高島四郎兵衛や他の町年寄たちとともに協力しており、日本学士院所蔵のヘーグ文書には、表紙に「De Eisch van Zyn Mayesteit den Kaiser. （皇帝陛下の注文）」と書かれた注文書に秋帆や碩次郎たちの名前と注文品が記されている。
碩次郎が注文したものは
- 天保5年（1834年）

3ポンド野砲の弾丸100
歩兵銃20挺と附属品
閲兵式用ラッパ1挺
- 天保6年（1835年）

最良の望遠鏡と脚1つ
歩兵銃10丁と附属品
3ポンド砲弾用鋳型3個
- 天保7年（1836年）

歩兵銃20挺および銃剣と附属品
パトローンタス30個
3ポンド砲弾用鋳型1個と型を作るための器具
騎兵用ピストル2挺および馬具と革袋
これらの他に秋帆が天保12年（1841年）に幕府に差し出した書上には、天保6年に碩次郎が注文した分を譲り受けた「車台付野戦筒2門」が記されている。この「野戦筒2門」は、秋帆による徳丸ヶ原での西洋砲術演習の際に、モルチール砲、ホウィッスル砲とともに用いられた。
肥後藩の藩士で、長崎で弾道学を学んだ池部啓太によると、久松碩次郎と高島秋帆の兄弟は、オランダの砲術にはことのほか執心していたものの、2人ともオランダ語の読み書きはできなかった（『池部啓太口書写』）。